# Brooks, Meadows and Lovely Faces
Brooks, Meadows and Lovely Faces (en árabe: Al Ma 'wal Khodra wal Wajh al Hassan‎) es una película egipcia dirigida por Yousry Nasrallah, estrenada en 2016.
Fue seleccionada y proyectada en el Festival Internacional de Cine de Toronto en 2016.

## Sinopsis
Un cocinero, Yehia, y sus dos hijos, Refaat y Galal, se encargan de la preparación de comidas y banquetes para fiestas. Los dos hijos dudan entre suceder a su padre o irse al extranjero. Durante una boda, los deseos románticos, legítimos e ilegítimos, se entremezclan con las festividades y el arte culinario desplegado por Yehia y sus hijos, mientras que un empresario de la región y su esposa, prima de los cocineros, ofrecen recomprar su negocio.

## Elenco
- Laila Elwi
- Menna Shalabi
- Bassem Samra
- Ahmed Dawood
- Mohamed Farraag